# Idiot Wind
«Idiot Wind» (с англ. — «Идиотский ветер») — песня американского певца и поэта Боба Дилана, выпущенная в 1975 году на альбоме Blood on the Tracks.

## История
Песня, состоящая из четырёх куплетов по 10 строк и четырёх припевов, являет собой монолог женатого мужчины, адресованный супруге. Начиная с размышлений о своей популярности и нелепых ситуациях, к которым она зачастую приводит, рассказчик переходит к своему распадающемуся браку. Большая часть текста посвящена эмоциям и пространным размышлениям, нежели конкретным событиям. Рассказчик высказывает всю горечь разочарования в собственной личной жизни, периодически упрекая жену. Так, три первых припева завершаются одной и той же строчкой: «Ты идиотка, милая, и это чудо, что ты всё ещё не разучилась дышать». В последнем, четвёртом, строчка же заменена на следующую: «Мы идиоты, милая, и это чудо, что мы можем кормить хотя бы самих себя».

Многие склонны полагать, что «Idiot Wind», как и другие песни альбома Blood on the Tracks, посвящена распадавшемуся в то время браку Дилана с Сарой Дилан и адресована именно ей. В частности, так считает Джейкоб Дилан, сын Боба и Сары, которому на момент выхода песни было всего шесть лет. По его словам, все тексты альбома — домашние разговоры его родителей, поданные в поэтической форме, и наполненная гневом «Idiot Wind» не является исключением. Однако сам Боб Дилан не раз отрицал связь текста песни с его личной жизнью. В 1985 году в интервью Биллу Флэнагану певец сказал, что изначально он не планировал эту песню как историю из своей личной жизни, и дал довольно пространное пояснение: 
Возможно, на «Idiot Wind» я действительно зашёл слишком далеко… Мне не казалось, что она очень личная, мне казалось, что она такой выглядит. Что может быть одним и тем же, я не знаю. Оригинальный текст (англ.)I thought I might have gone a little bit too far with ‘Idiot Wind’… I didn't feel that one was too personal, but I felt it seemed too personal. Which might be the same thing, I don't know. Боб Дилан
Написанная летом 1974 года, «Idiot Wind» изначально была записана Диланом в жанре акустической баллады, но позже по совету своего брата он перезаписал её в Миннеаполисе, штат Миннесота, где и был записан основной материал, вошедший на Blood on the Tracks. Получившаяся версия разительно отличалась от первого варианта: была сделана другая аранжировка, а к записи подключилась целая группа музыкантов. Акустическая версия спустя много лет была выпущена на сборнике The Bootleg Series Volumes 1–3, вышедшем в 1991 году.